# Neujahrskonzert der Wiener Philharmoniker 1965
Das Neujahrskonzert der Wiener Philharmoniker 1965 war das 25. Neujahrskonzert der Wiener Philharmoniker und fand am 1. Jänner 1965 im Goldenen Saal des Wiener Musikvereins statt. Dirigiert wurde es zum elften Mal von Willi Boskovsky, der diese Institution 1941 schon als Konzertmeister der Wiener Philharmoniker mit ins Leben gerufen hatte. Es war das siebente Neujahrskonzert, dessen 2. Teil im Fernsehen übertragen wurde, wieder als Eurovisionssendung.

## Besonderheit
Streng genommen war es einerseits das 26. Konzert zum Jahreswechsel – denn zur Jahreswende 1939/40 gab es bereits ein Außerordentliches Konzert der Wiener Philharmoniker, welches allerdings am Silvesterabend 1939 stattfand –, aber erst seit 1946 – seit dem  erstmaligen Dirigat von Josef Krips – trägt das Konzert den Namen Neujahrskonzert der Wiener Philharmoniker: Unter diesem Namen war es das nunmehr zwanzigste mit diesem Titel; diese Tatsache wurde seinerzeit nicht beachtet oder gar gewürdigt.
Willi Boskovsky stand, wie bereits seit 1955 auf Grund seiner einstimmigen Wahl durch die Orchestermitglieder als ständiger Dirigent des Neujahrskonzertes am Pult. Willi Boskovsky blieb in Erinnerung, dass er, wenn nicht das gesamte, so doch große Teile des Konzertes, meist die Walzer, mit dem Geigenbogen leitete und, die Violine in die Hüfte gestützt, immer wieder ans Kinn nahm, um einen eigenen Schwung in das Orchester zu übertragen.
Einzelne Musikstücke wurden wieder mit Ballettaufnahmen unterlegt. Es tanzten Mitglieder des Balletts der Volksoper Wien, die Choreographie übernahm die Ballettmeisterin Dia Luca.
Der zweite Teil des Neujahrskonzertes wurde im Fernsehen als Eurovisionssendung übertragen, die der Österreichische Rundfunk (ORF) und das Schweizer Fernsehen (SF) gemeinsam produzierten. Die Regie übernahm wieder Hermann Lanske.
Ausgestrahlt wurde es neben Österreich in Belgien, der Bundesrepublik Deutschland, in Dänemark, Finnland, Frankreich, Großbritannien, Italien, Jugoslawien, Luxemburg, der Niederlande, in Norwegen, Schweden, Spanien und der Schweiz.

## Programm

### 1. Teil
1. Johann Strauss (Sohn): Kaiser-Walzer, op. 437
2. Eduard Strauß: Augensprache (Polka française), op. 119*
3. Josef Strauss: Plappermäulchen (Polka schnell), op. 245
4. Johann Strauss (Sohn): Wo die Citronen blüh’n (Walzer), op. 364
5. Josef Strauss: Arm in Arm (Polka Mazur), op. 215
6. Johann Strauss (Sohn): Perpetuum mobile (Musikalischer Scherz), op. 257

### 2. Teil
1. Johann Strauss (Sohn): Ouvertüre zur OperetteWaldmeister
2. Josef Strauss: Delirien (Walzer), op. 212
3. Johann Strauss (Sohn) und Josef Strauss: Pizzicato-Polka
4. Johann Strauss (Vater): Loreley-Rheinklänge, op. 154*
5. Eduard Strauß: Mit Dampf (Polka schnell), op.70*
6. Johann Strauss (Sohn): Fledermaus-Quadrille, op. 363*
7. Johann Strauss (Sohn): Etwas Kleines (Polka française), op. 190
8. Josef Strauss: Jokey-Polka (schnell), op. 278

### Zugaben
1. Josef Strauss: Eingesendet (Polka (schnell)), op. 240
2. Johann Strauss (Sohn): An der schönen blauen Donau (Walzer), op. 314
3. Johann Strauss (Vater): Radetzky-Marsch, op. 228

Werkliste und Reihenfolge sind der Website der Wiener Philharmoniker entnommen.
 Mit * gekennzeichnete Werke standen erstmals in einem Programm eines Neujahrskonzertes.